# Ordre des maîtres maçons de la marque

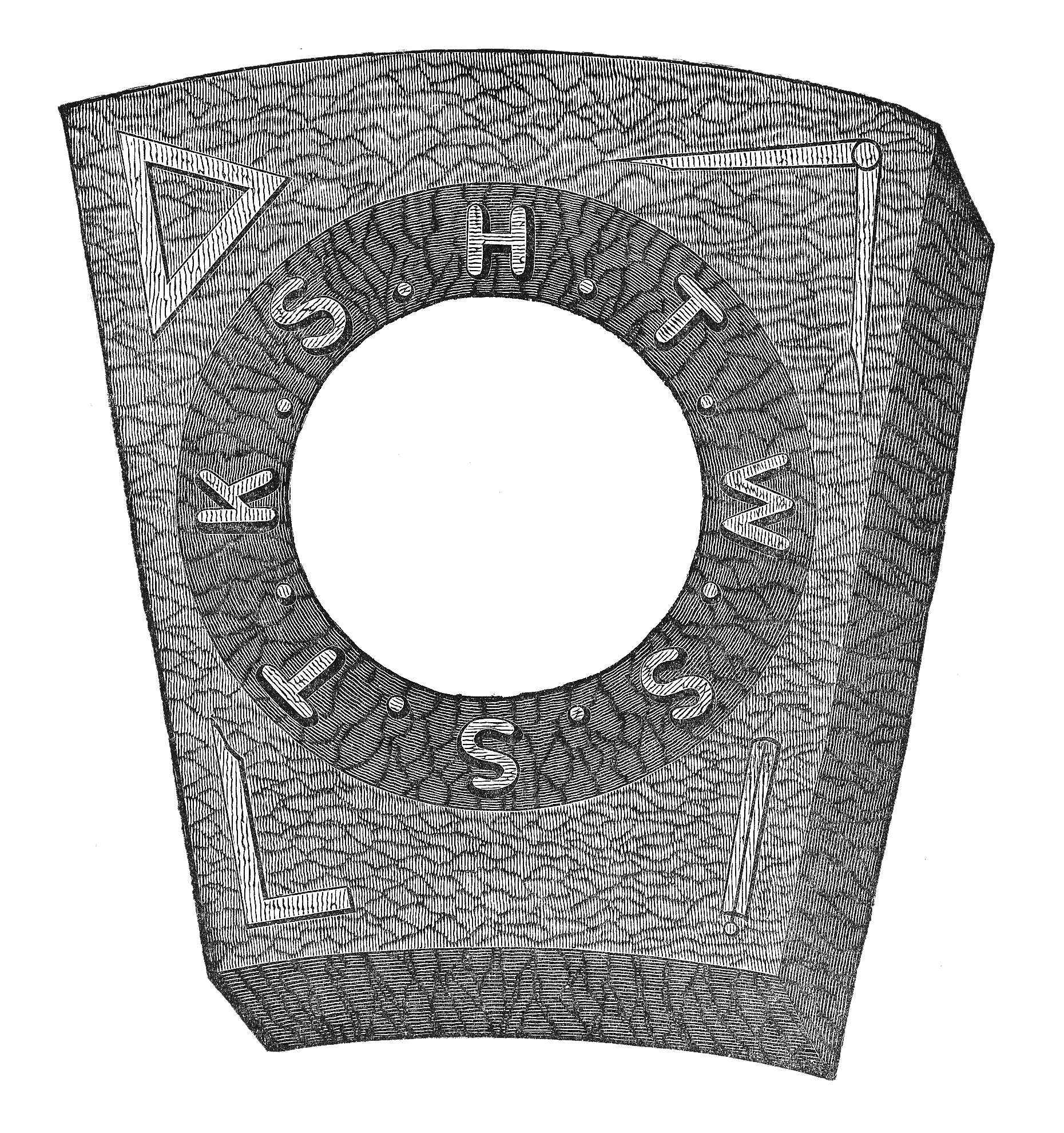
La pierre angulaire, symbole des maitres maçons de la marque.

L'Ordre des maitres maçons de la marque (Order of Mark Master Masons) est un organisme maçonnique britannique qui existe au travers de plusieurs juridictions dans le monde et qui confère les dégrés de « Maçon de la marque » et de « Maître de la marque ».

## Historique
Le premier enregistrement d'un diplôme portant un grade de la marque date de 1769, lorsque Thomas Dunckerley, en tant que grand surintendant provincial, confère les diplômes d'« Homme de la marque » et de « Maître maçon de la marque » à un chapitre de la Royale Arche à Portsmouth.
L'acte d'union des deux grande loges rivales celle des Modernes et cette des Anciens qui fondent la Grande Loge unie d'Angleterre en 1813, précise que seuls les trois premiers grades de la franc-maçonnerie dit de la « maçonnerie de métier » (craft masonry) et celui de l'Arche royale sont reconnues, excluant les grades de la marque. Les degrés de la maçonnerie de la marque reste toutefois dans une partie des pays anglo-saxons et notamment en Amérique attachés aux chapitres de l'Arche royale, malgré leur interdiction en Angleterre jusqu'en 1850. Un groupe de francs-maçons écossais contourne l'interdit et ouvre un chapitre de la marque à Londres. La tentative pour intégrer les degrés de la marque dans la maçonnerie de métier échoue en 1856, il se constitue alors en Grande Loge des maitres maçons de la marque
La maçonnerie de la marque s'est bien implantée, elle est présente en 2018 dans une grande partie du monde. Six grands loges filles principalement délivrent ces degrés. La Grande Loge des maitres maçons de la marque du Royaume-Uni a accepté de consacrer en 2017, la « Gallipoli Lodge de Mark Master Masons » à Londres. Le grand maître, le Prince Michael de Kent, a octroyé un mandat de constitution au nom de la Gallipoli Lodge de Mark Master Masons No 1984. La consécration a lieu au Mark Masons' Hall, à Londres, le 17 novembre 2017 Le premier grand-maître est W.Bro Mahir Kilic. La loge Gallipoli est la toute première loge maçonnique où le rituel maçonnique se déroule en turc au Royaume-Uni.
En France la pratique est assez récente et reste assez secondaire, La Grande Loge des maîtres maçons de marque de France est constituée en 1997 par la Grande Loge nationale française, elle se pratique aussi au sein du Suprême Grand chapitre de l’ancienne maçonnerie d’York attenant au Grand Orient de France. De manière plus récente, d'autres obédiences comme la Grande Loge traditionnelle et symbolique Opéra ou encore la Loge nationale française pratiquent également la maçonnerie de la marque.

## Légende
À l'image de la franc-maçonnerie spéculative dans ses trois premiers grades, les degrés de la marque transmettent une morale et un éthique à l'aide de rituels allégoriques basées sur la construction du temple légendaire du roi Salomon de l'ancien testament. Les degrés font tout d'abord obligation d’être titulaire du grade de compagnon (fellowcraft), ces grades étant considérés comme des extensions de ce dernier. Le compagnon est censé recevoir la connaissance des devoirs et du salaire d'un compagnon du métier, le grade de maître de la marque enseigne comment les accomplir et en recevoir le prix. Et comment prouver que ce travail est sien, ainsi que les peines que peuvent encourir ceux qui seraient tentés de frauder lors de la construction. Cette légende réconcilie les compagnons avec les maîtres qui lors de la légende d'Hiram avaient tué l'architecte et le chef des travaux pour lui arracher son secret. En se transformant en maitre de la marque ou en surveillant de la construction, le candidat choisit une marque de maçon qui l'initie à une autre extension du mythe d'Hiram, relatif cette fois à la perte et à la redécouverte de la clé de voute de l'arc royal. Le lien entre les diplômes de maitre maçon, maitre de la marque et de maitre maçon de l'arche royale se poursuit également au travers de l’Ordre des maîtres royaux et choisis,,.

## Grand maître
- William Leigh (2e baron Leigh) (1856-1861)